# لويد دويلي
لويد دويلي (بالإنجليزية: Lloyd Doyley)‏ (1 ديسمبر 1982 في المملكة المتحدة - ) هو لاعب كرة قدم بريطاني في مركز الظهير. شارك مع منتخب جامايكا لكرة القدم. أما مع النوادي، فقد لعب مع نادي روذرهام يونايتد ونادي واتفورد.

## وصلات خارجية
- لويد دويلي على موقع قاعدة بيانات كرة القدم.إي يو (الإنجليزية)
- لويد دويلي على موقع ناشيونال فوتبول تيمز (الإنجليزية)
- لويد دويلي على موقع Soccerbase.com (لاعب) (الإنجليزية)
- لويد دويلي على موقع Soccerway.com (الإنجليزية)
- لويد دويلي على موقع عالم كرة القدم.نت (الإنجليزية)
- لويد دويلي على موقع AS.com (الإسبانية)